# Isaías Coelho
Isaías Coelho är en kommun i Brasilien.   Den ligger i delstaten Piauí, i den östra delen av landet, 1 100 km nordost om huvudstaden Brasília. Antalet invånare är 8 218.
Omgivningarna runt Isaías Coelho är huvudsakligen savann. Runt Isaías Coelho är det glesbefolkat, med 9 invånare per kvadratkilometer.